# Qoʻsh-Madrasa (Buxoro)

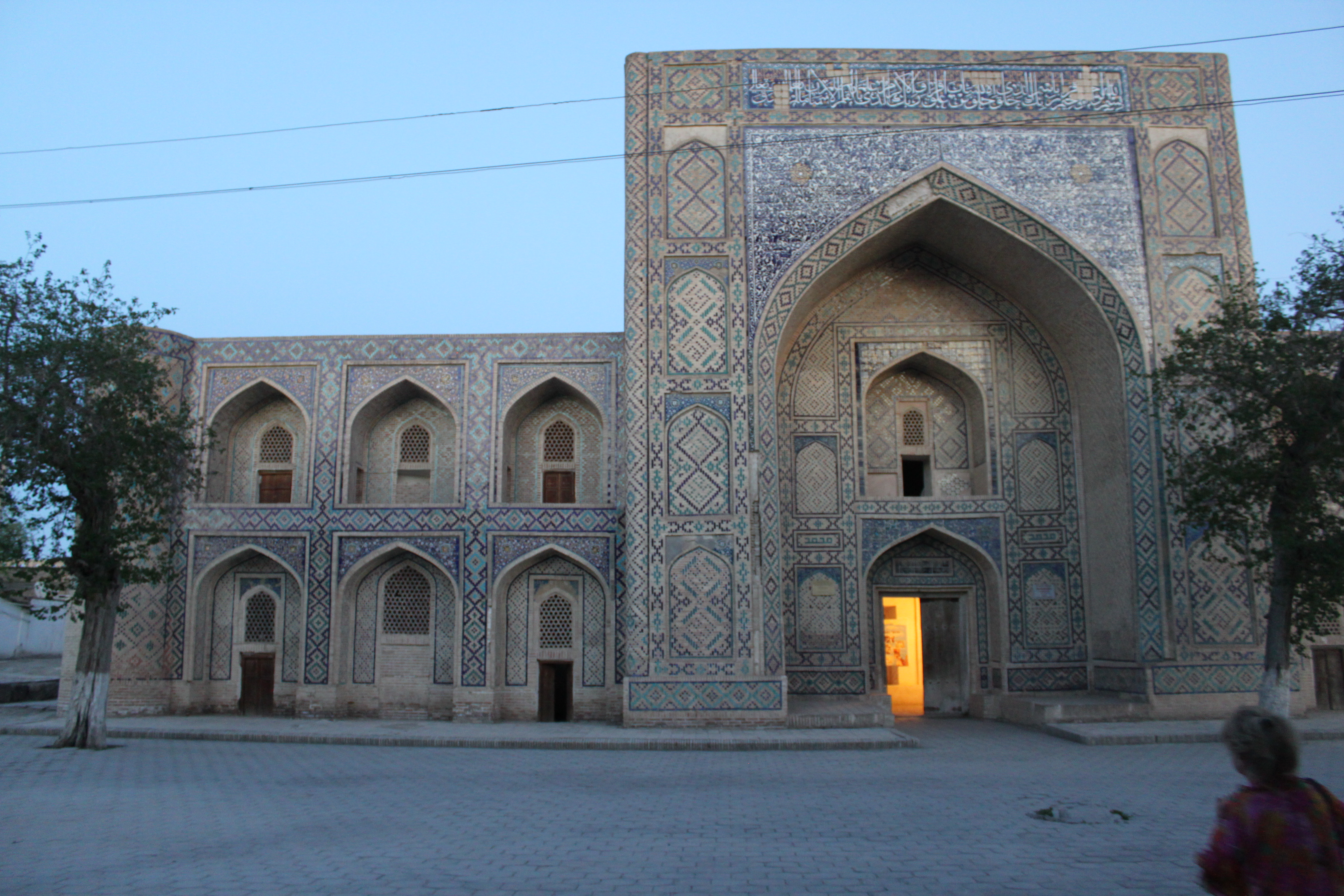
Modari-Khan-Madrasa

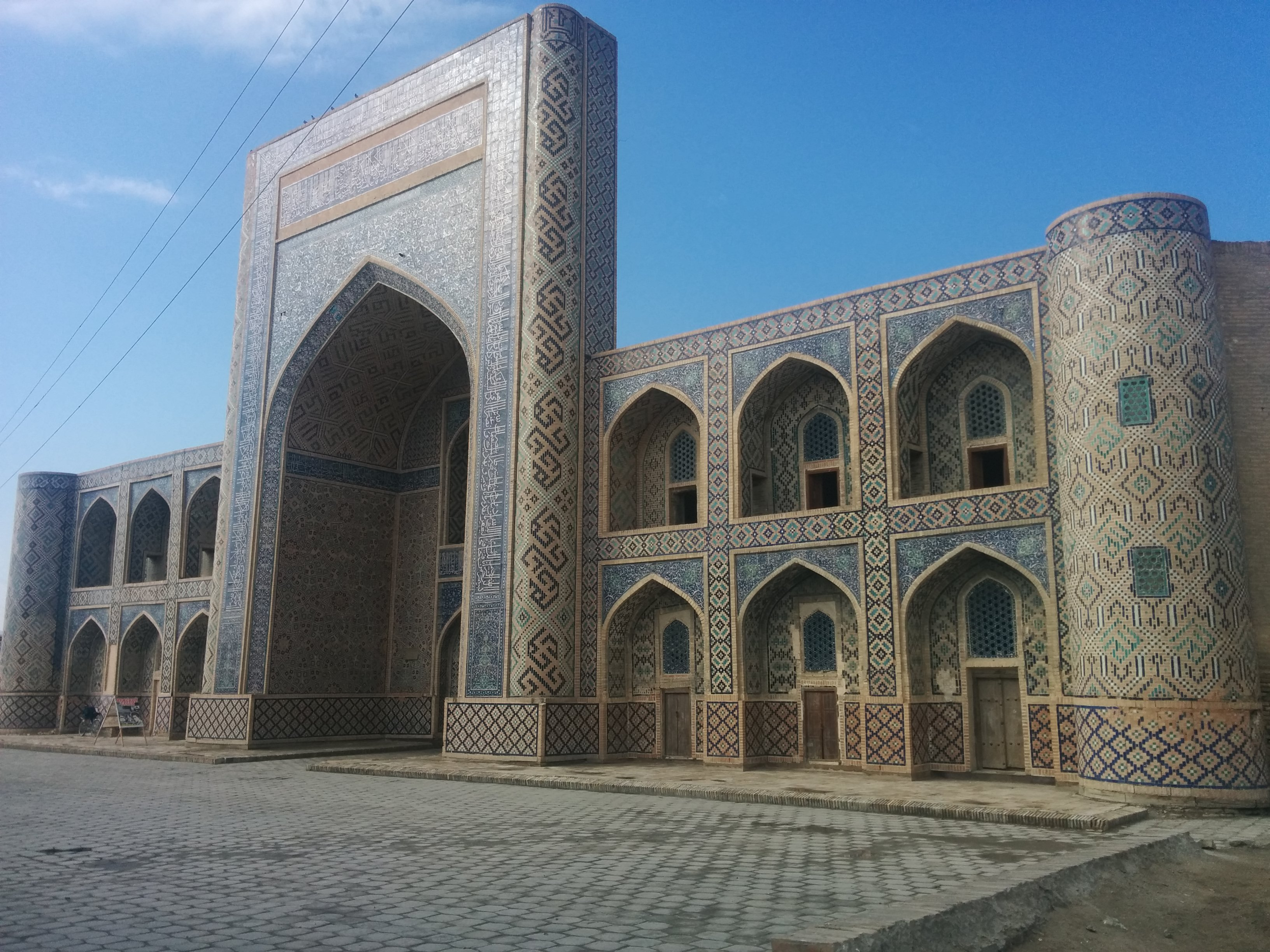
Abdullah-Khan-Madrasa

Die Qoʻsh-Madrasa ist eine Doppel-Madrasa in der usbekischen Stadt Buxoro.

## Lage
Die Qoʻsh-Madrasa (Lage) liegt im historischen Zentrum von Buxoro etwa 400 Meter südwestlich der Zitadelle Ark. Sie besteht aus zwei einzelnen Madrasas, der Modari-Khan-Madrasa (Lage) im Osten und der Abdullah-Khan-Madrasa (Lage) im Westen, die einander im Kosch-Prinzip gegenüberliegen. Westlich der Doppelmadrasa liegt der Samaniden-Erholungsparks mit dem Samaniden-Mausoleum, dem Chashmai-Ayyub-Mausoleum und einem Teich. Etwa 350 Meter südlich der Qoʻsh-Madrasa liegt die Baland-Moschee.

## Geschichte
Anders als beispielsweise die Ulugʻbek-Madrasa und die Abdulaziz-Khan-Madrasa, die einander zwar auch im Kosch-Prinzip gegenüberstehen, aber in einem Zeitabstand von mehr als 200 Jahren erbaut wurden, sind die Modari-Khan-Madrasa und die Abdullah-Khan-Madrasa kurz hintereinander unter Khan Abdullah II. errichtet worden. Sie bilden daher einen einheitlichen Gebäudekomplex und werden aufgrund ihrer Anordnung im Kosch-Prinzip in der Literatur in der Regel eher zusammenfassend als Qoʻsh-Madrasa behandelt statt getrennt voneinander als einzelne Bauwerke.
Die ältere der beiden Madrasas ist die Modari-Khan-Madrasa, sie wurde 1566–1567 errichtet. 1590 folgte die Abdullah-Khan-Madrasa.

## Anordnung
Die Hauptfassaden der Modari-Khan-Madrasa und der Abdullah-Khan-Madrasa sind von der architektonischen Form her nahezu identisch zueinander in derselben Größe ausgeführt. Beide haben in ihrer Mitte einen Pischtak mit Iwan, auf dessen beiden Seiten je drei Achsen zweigeschossiger Spitzbogenarkaden mit Zugängen zu den einzelnen Wohnzellen der Studenten und an den Ecken je einen dreiviertelrunder Eckturm, der mit der Dachkante abschließt. Die beiden Fassaden sind mit allen ihren Einzelelementen streng spiegelsymmetrisch zueinander im Kosch-Prinzip angeordnet. Insofern bilden sie mit dem zwischen ihnen liegenden Platz ein Musterbeispiel für eine Kosch-Madrasa.
Das Kosch-Prinzip ist jedoch dadurch unterbrochen, das die beiden Madrasas nicht dieselbe Hauptachse haben, sondern die Achse der Modari-Khan-Madrasa schräg zu der beide Fassaden verbindenden Symmetrieachse angeordnet ist.

## Modari-Khan-Madrasa
Die Modari-Khan-Madrasa ist nach der Mutter von Khan Abdullah II. benannt (Modari-Khan = Mutter des Khans). Um die Fassade an den Straßenverlauf zur Bauzeit anzupassen, wurde sie schräg zu der Hauptachse der Madrasa gestellt, so dass diese einen trapezförmigen Grundriss hat. Dadurch sind beispielsweise das Vestibül und die Unterrichtsräume nicht wie sonst üblich in einer Flucht angeordnet, sondern versetzt zueinander. Der Innenhof ist jedoch wieder symmetrisch als Rechteck von 25 × 27 Meter ausgebildet. Er ist von zweigeschossigen Spitzbogenarkaden mit Zugängen zu den Wohnzellen der Studenten umschlossen und folgt dem Zwei-Iwan-Schema: Auf der Eingangsseite im Westen und der gegenüberliegenden Ostseite der Madrasa stehen sich zwei Pischtaks mit Iwanen gegenüber.

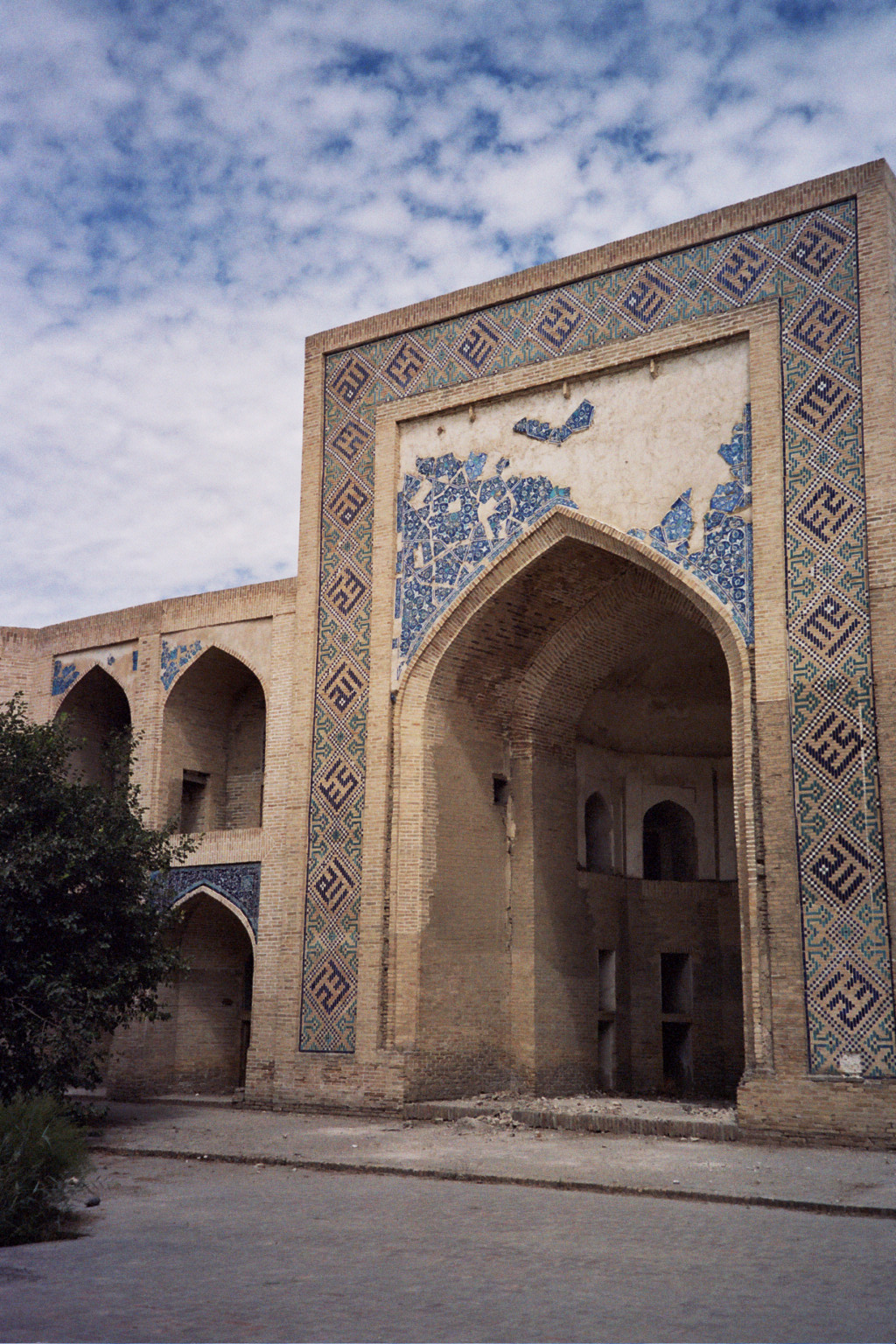
Pischtak
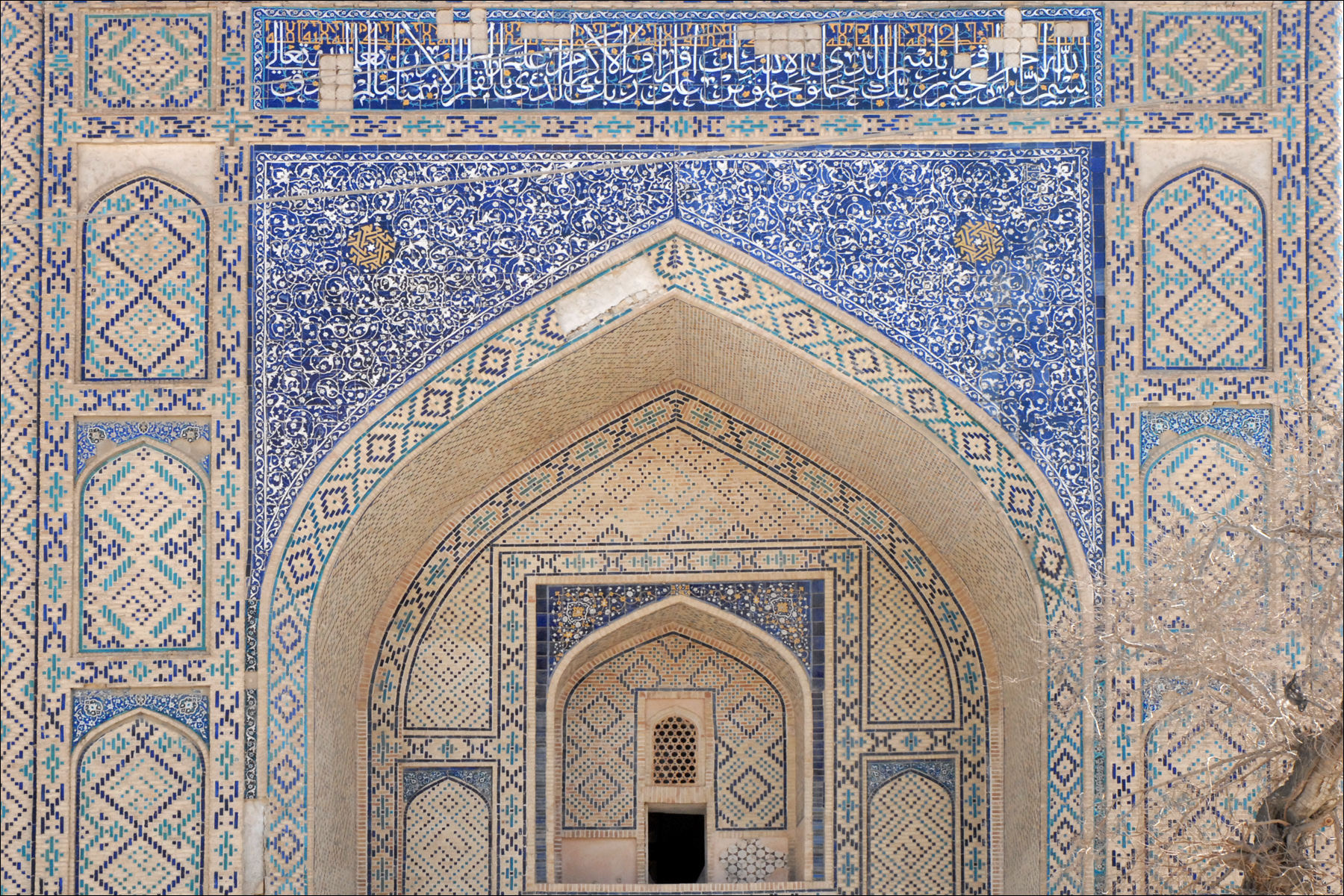
Tympanon
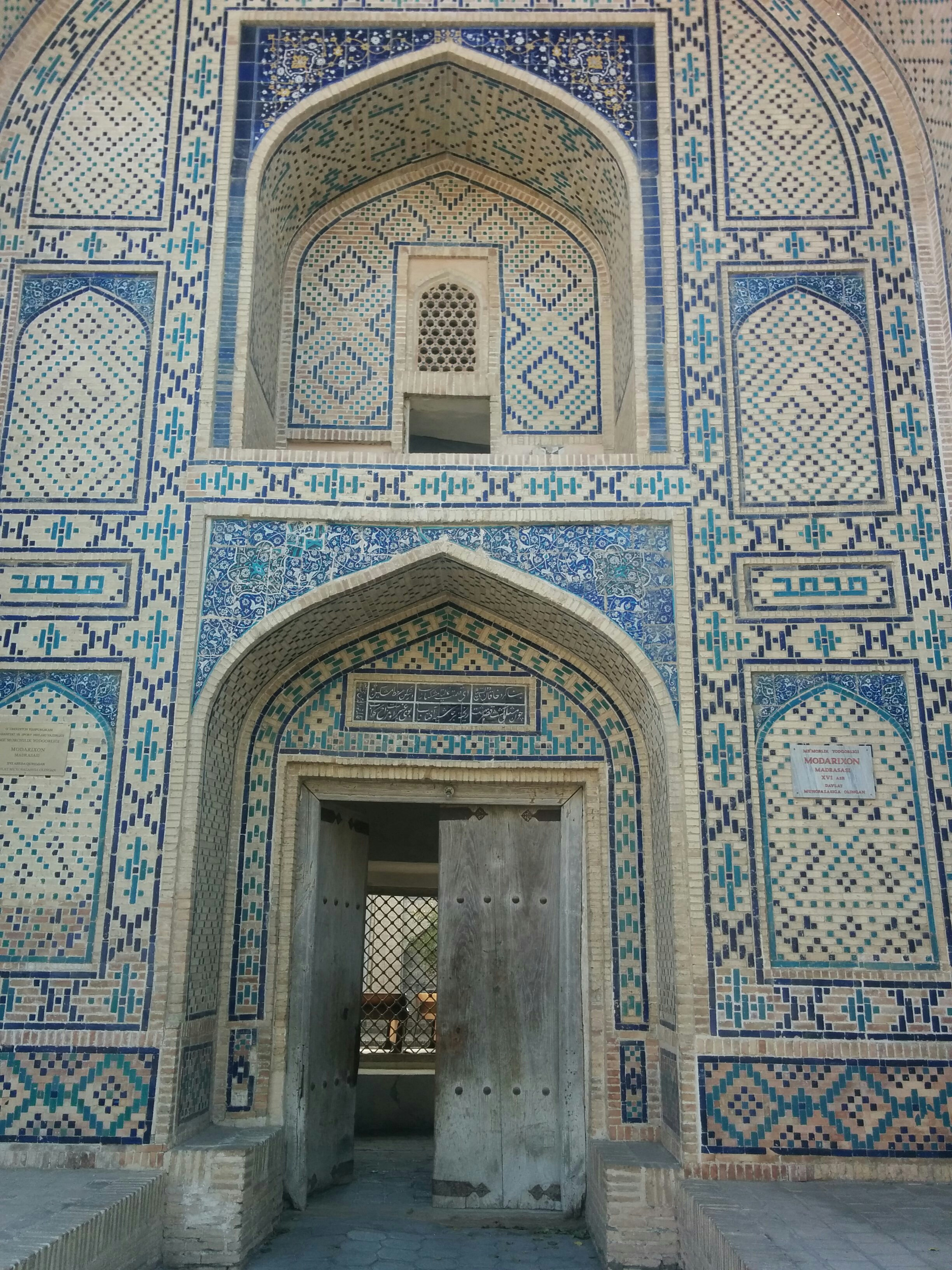
Eingang
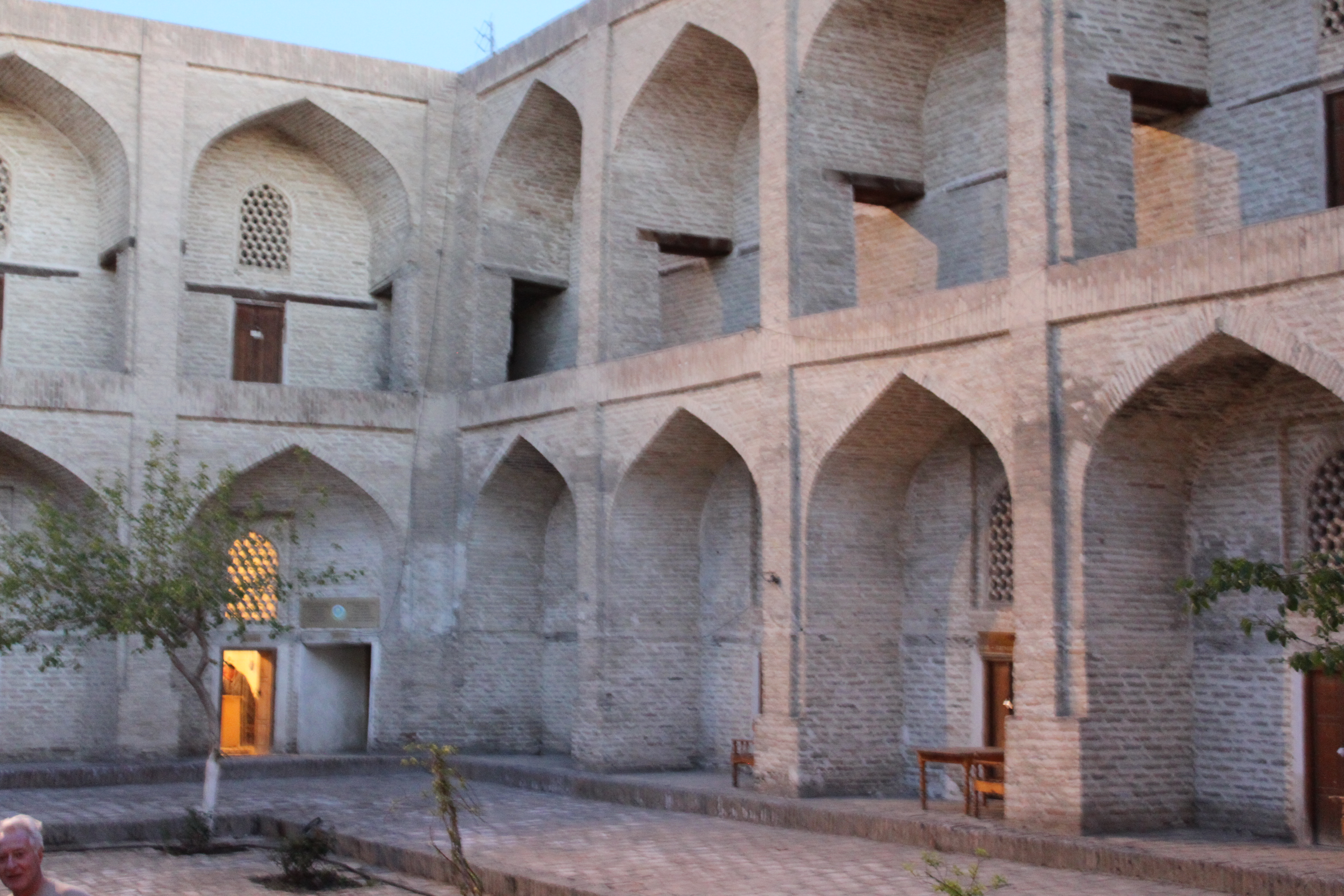
Innenhof
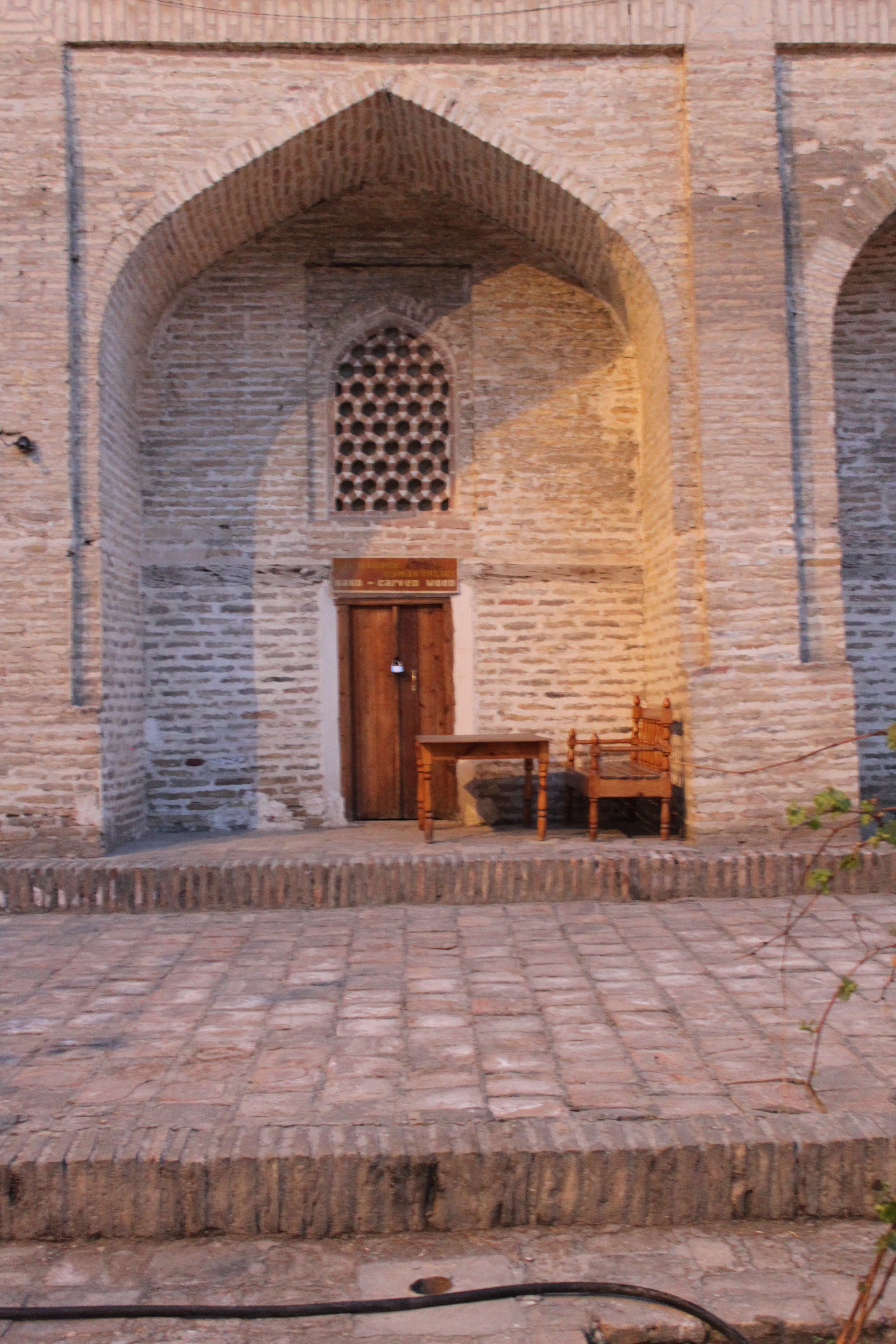
Wohnzelle

## Abdullah-Khan-Madrasa
Die Abdullah-Khan-Madrasa ist nach Khan Abdullah II. selbst benannt. Sie ist 75 Meter lang und 40 Meter breit. Ungewöhnlich sind Anbauten, die von der Nord- und der Westseite der Madrasa aus nach außen vorstehen. Der Dekor des Eingangs-Iwans hat eine 5er-Drehsymmetrie, wie sie aus der Verwendung der Girih-Kacheln bekannt ist. Die Muster sind jedoch nicht aus aneinandergelgeten Kacheln gebildet, sondern aus entsprechend angeordneten farbig glasierten Ziegeln gemauert.
Hinter dem Eingang befindet sich auf der Südseite ein hoher Unterrichtsraum und auf der Nordseite eine Moschee, die beide von einer Kuppel überwölbt sind. Dabei ist die Achse der Moschee in Nord-Süd-Richtung ausgelegt und damit schräg zu der Hauptachse der Madrasa angeordnet.
Der Innenhof ist von zweigeschossigen Spitzbogenarkaden mit Zugängen zu den Wohnzellen der Studenten umschlossen und folgt dem Vier-Iwan-Schema: Je zwei Pischtaks mit Iwanen stehen sich in der Mitte der vier Flügel der Madrasa paarweise gegenüber.

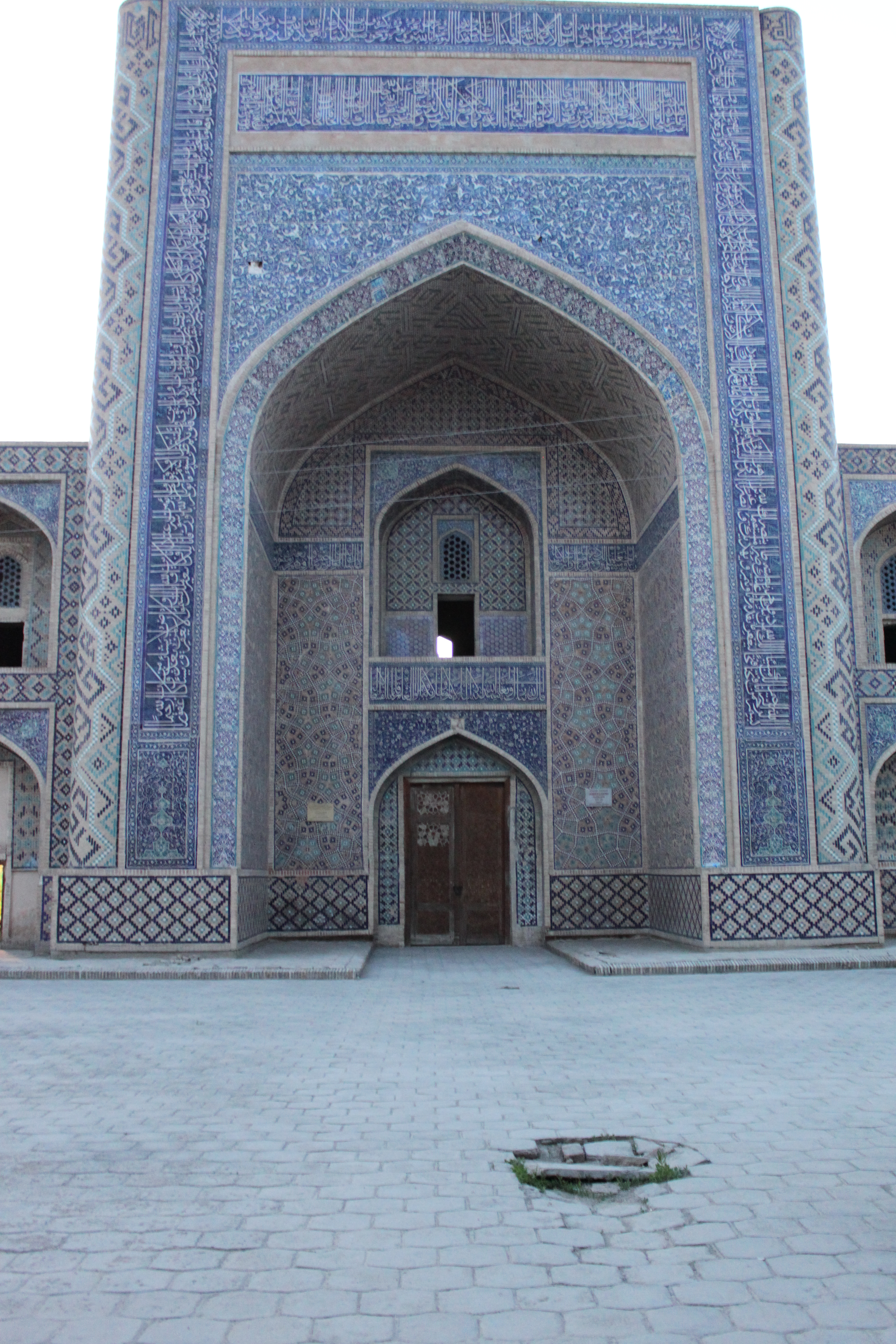
Pischtak
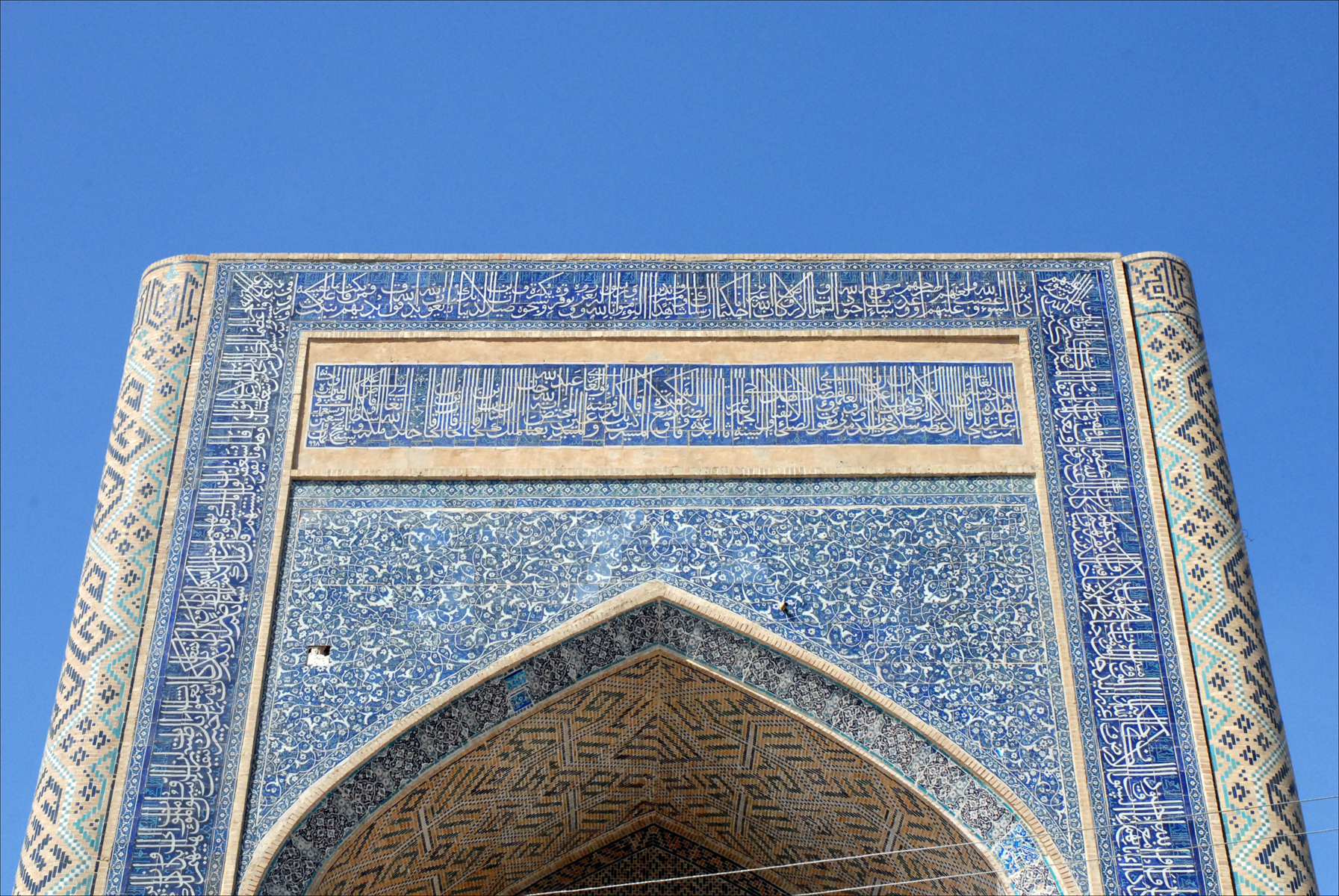
Tympanon
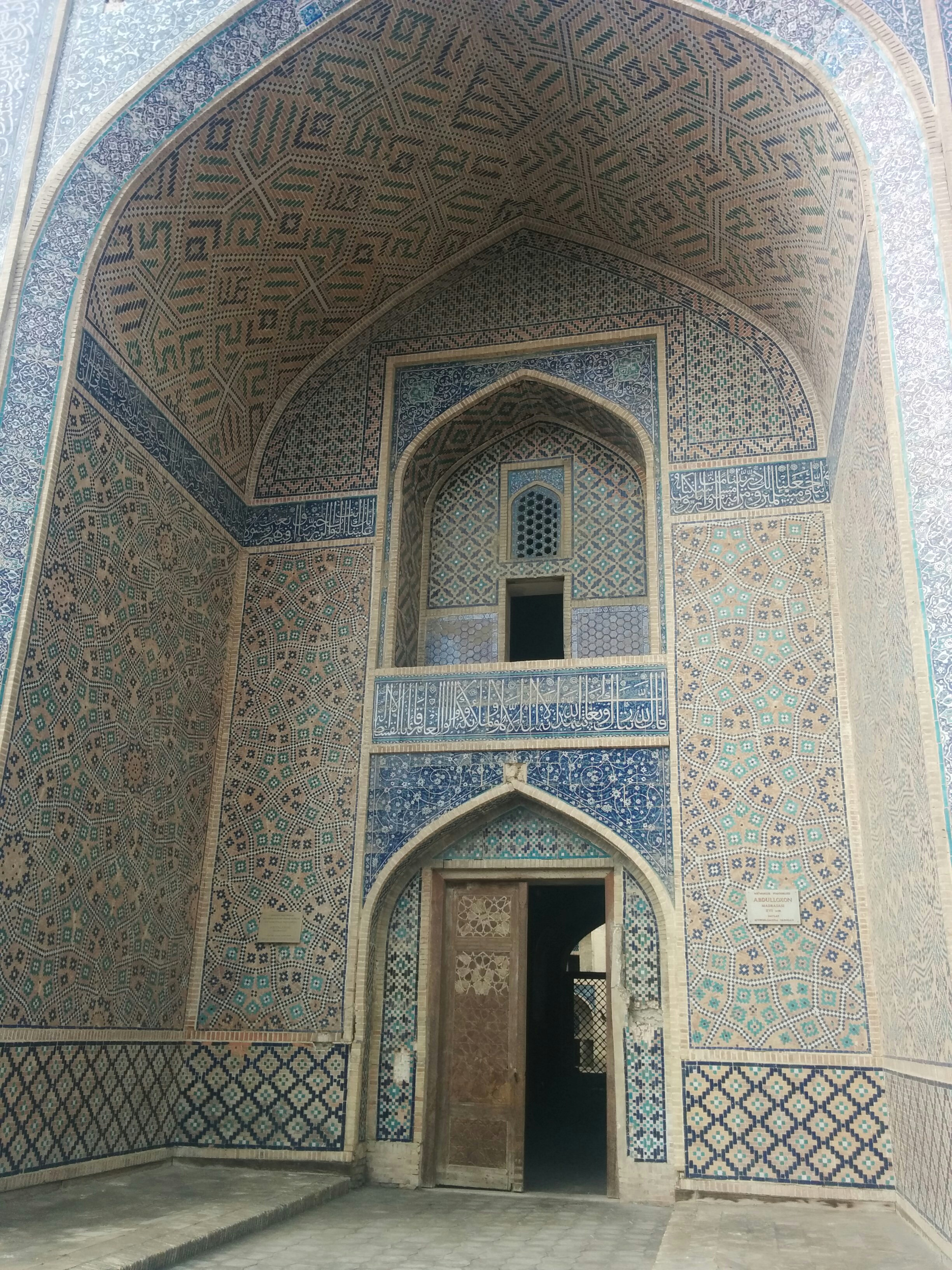
Iwan
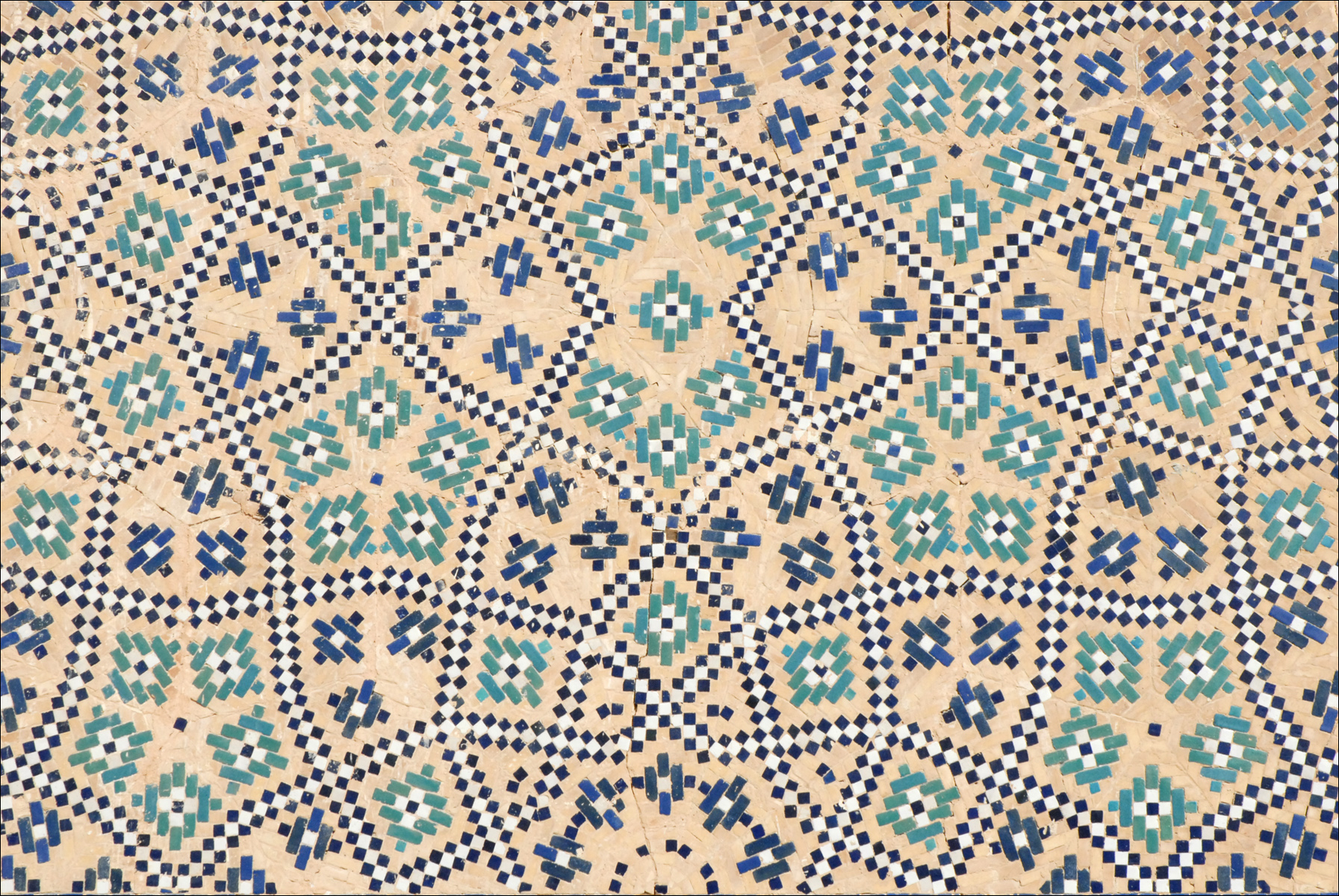
Dekor
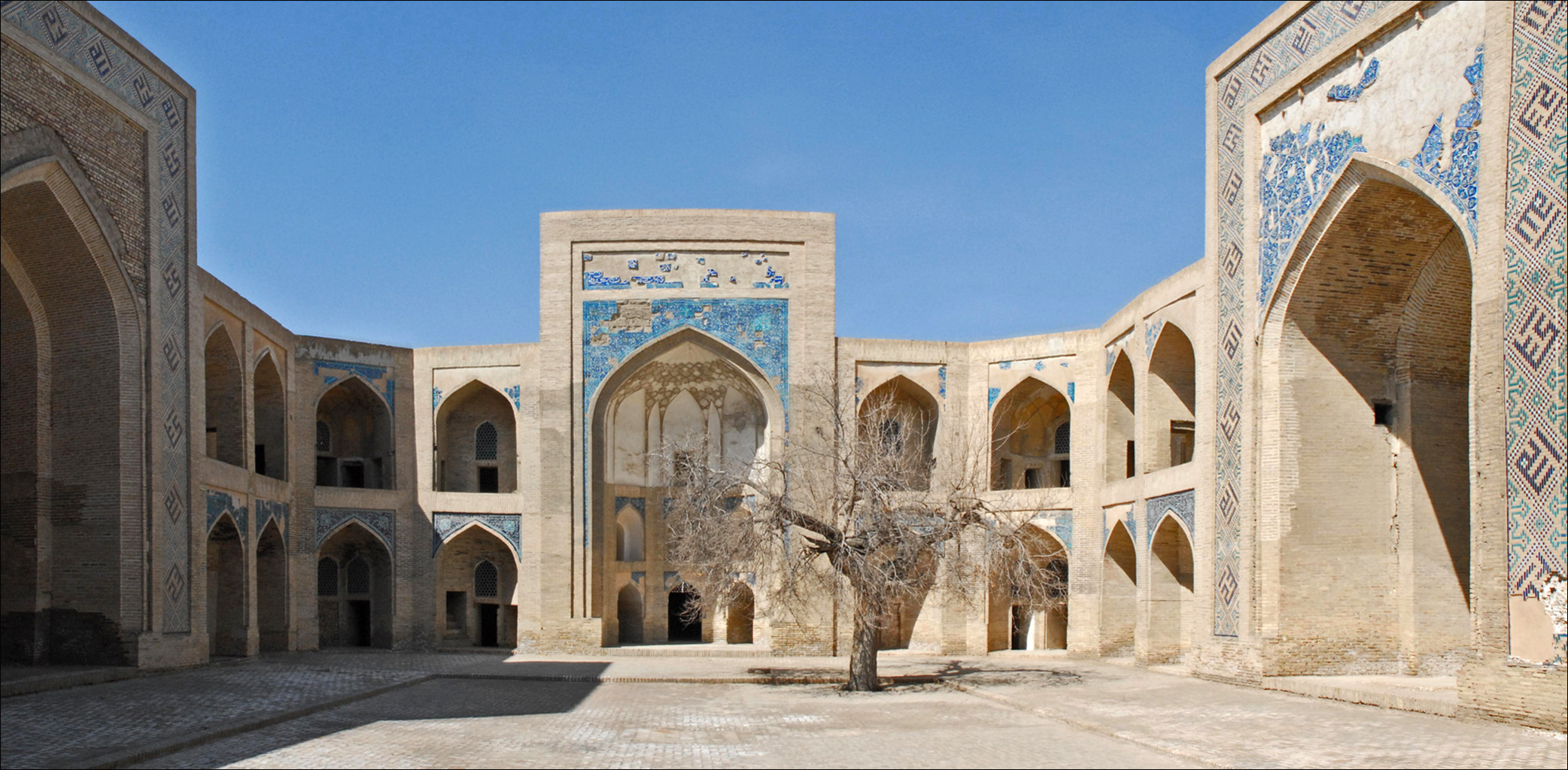
Innenhof